# Timiaterio de Calaceite

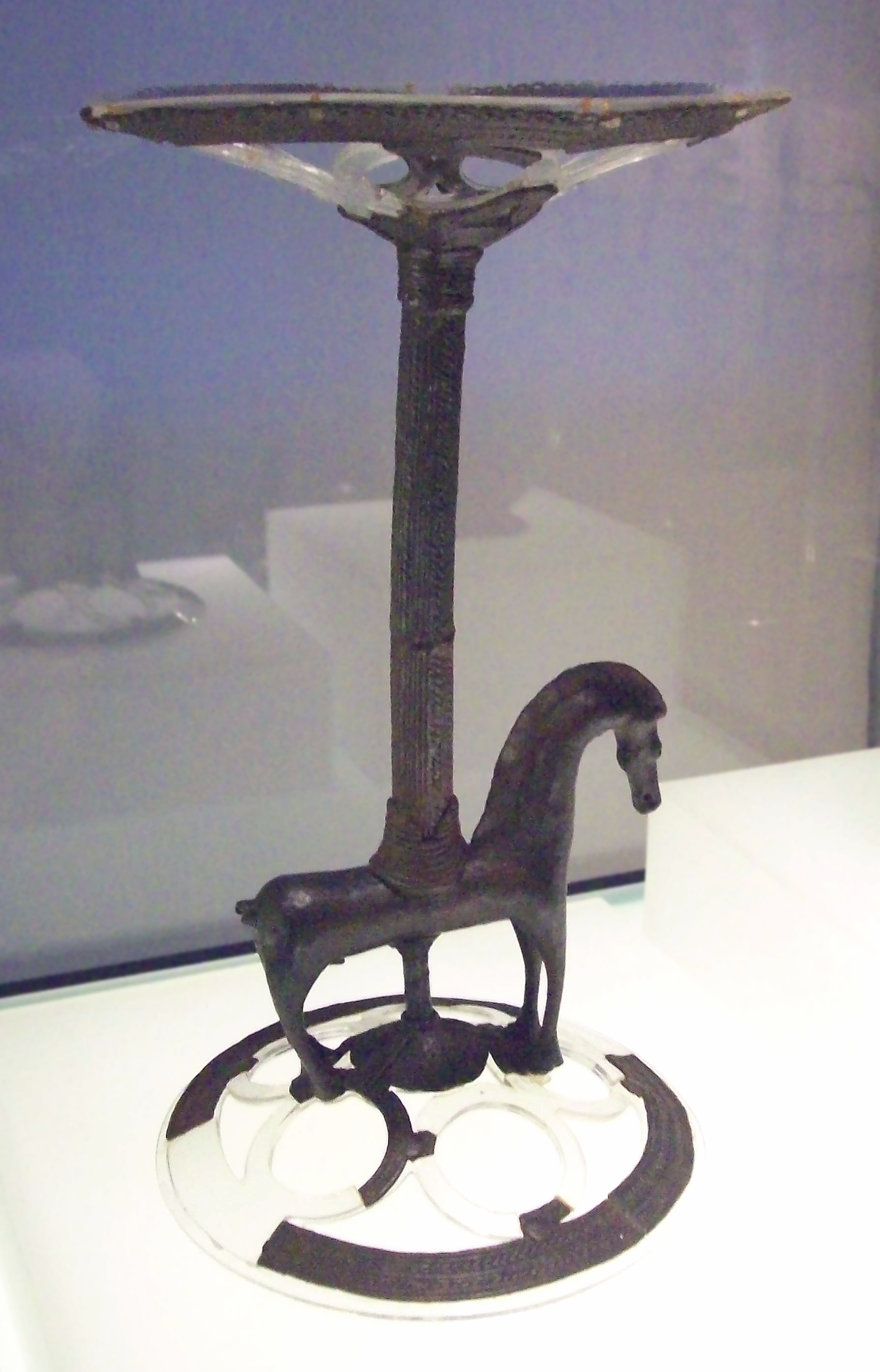
El Timiaterio de Calaceite expuesto en el (M.A.N., Madrid).

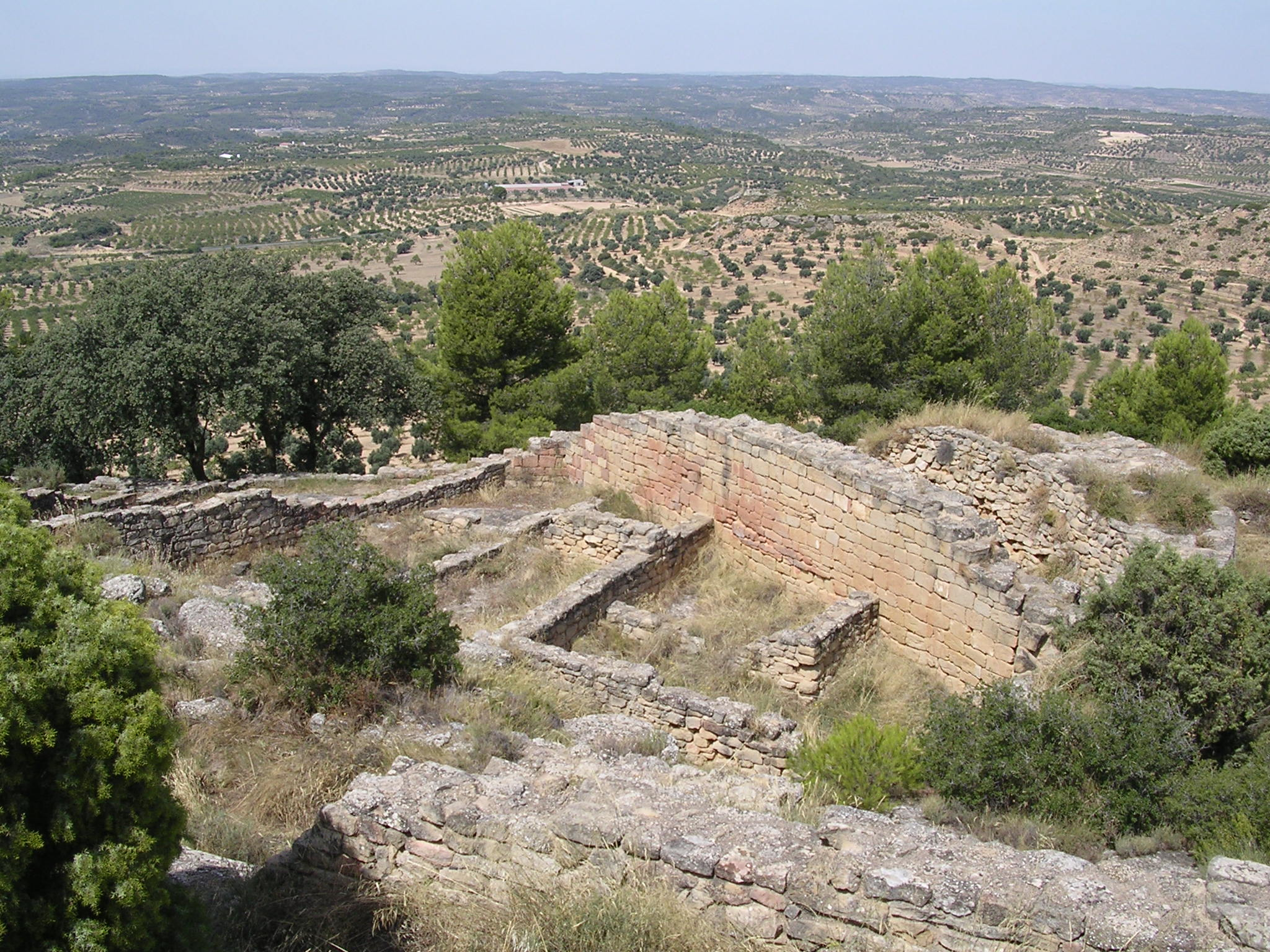
Poblado ibérico de San Antonio cercano a Calaceite.

El timiaterio de Calaceite está datado entre los años 675-526 a. C. (siglo VI a. C.) y es una pieza elaborada por los íberos, como llamaron los antiguos escritores griegos a las gentes del levante y sur de la península ibérica para distinguirlos de los pueblos del interior, cuya cultura y costumbres eran diferentes.
El timiaterio o thymiaterion es un tipo de incensario, utilizado antiguamente en la región mediterránea con propósitos espirituales y religiosos, en particular durante ceremonias religiosas.
Fue hallado en 1903 en el interior de una tumba de un personaje de alto rango junto a un caldero y una coraza en la necrópolis de "Les Ferreres", situada en la comarca aragonesa de Matarraña, en España. La pieza fue encontrada por un agricultor y cambiada por un óleo a Juan Cabré, natural de Calaceite, arqueólogo y autor de la pintura. 
La pieza se expone en el Museo Arqueológico Nacional en Madrid, con el número de inventario 38447.

## Características técnicas
- Período: Edad de hierro II.
- Estilo: Ibérico.
- Forma: Dos conos de aros calados contrapuestos, unidos por una columnilla que en su base tiene un caballo.
- Material: bronce.
- Técnica: Fundición a la cera perdida.
- Altura: 35 centímetros
- Altura del caballo: 15 centímetros.
- Longitud del caballo: 15,5 centímetros.
- Longitud de la columna: 20 centímetros.
- Diámetro máximo del quemaperfumes: 20,5 centímetros.
- Diámetro máximo del soporte: 19,5 centímetros.